# اريك موراي
اريك موراي (بالإنجليزية: Eric Murray)‏ (12 ديسمبر 1941 في المملكة المتحدة - 7 نوفمبر 2016) هو لاعب كرة قدم بريطاني في مركز الوسط. لعب مع نادي سانت ميرين.

## وصلات خارجية
- اريك موراي على موقع قاعدة بيانات كرة القدم.إي يو (الإنجليزية)